# الدبیبات
الدبیبات یک منطقهٔ مسکونی در سودان است که در کردفان جنوبی واقع شده‌است. الدبیبات ۳۸۰ متر بالاتر از سطح دریا واقع شده‌است.